# اوروژاینی
اوروژاینی (به لاتین: Urozhayny) یک منطقهٔ مسکونی در روسیه است که در سرزمین آلتای واقع شده‌است.